# Трифазний електродвигун

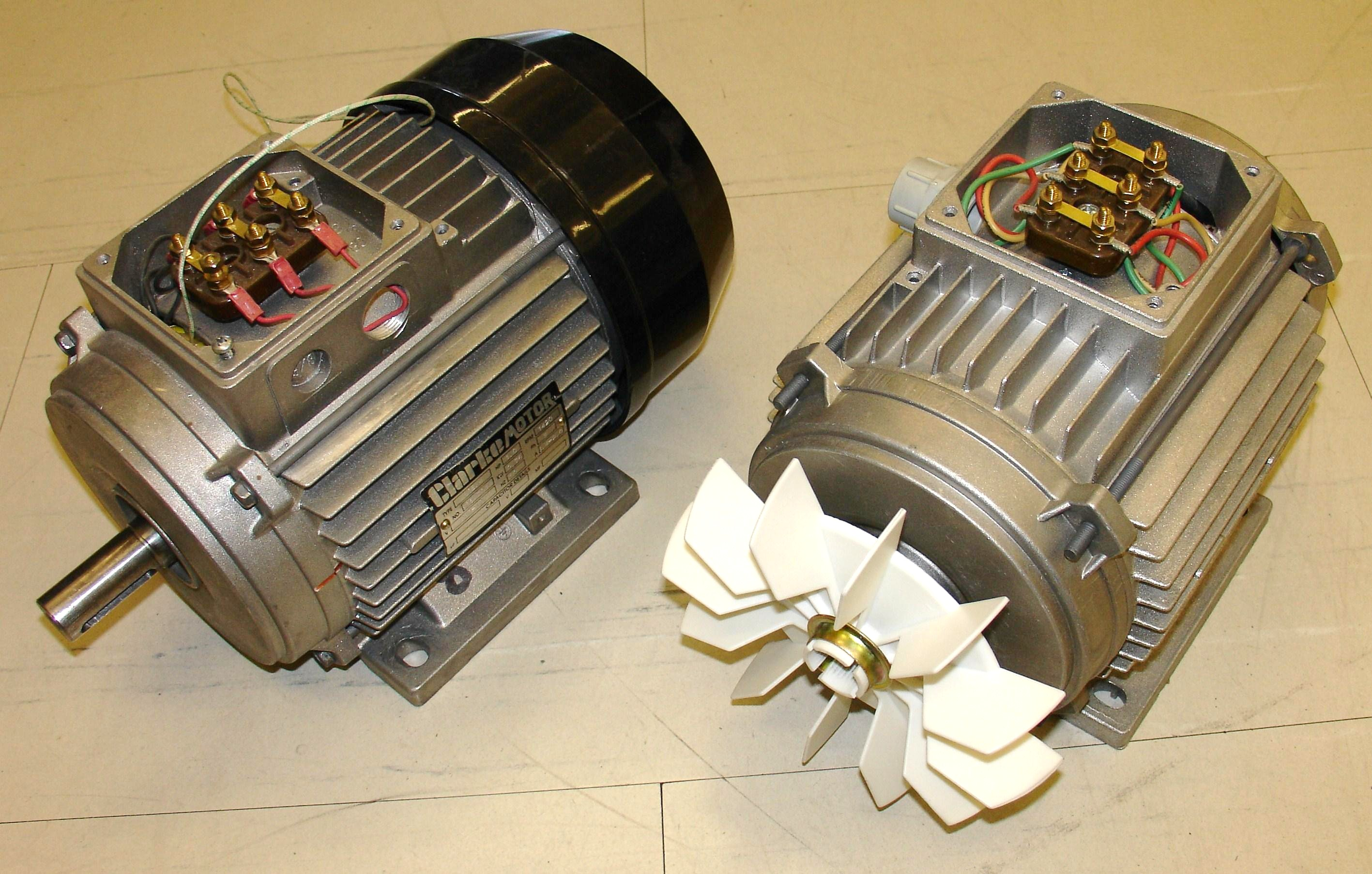
Двигуни трифазного струму

Електродвигун з трьома обмотками статора й короткозамкнутим ротором

Трифазний електродвигун — двигун змінного струму, що використовує три фази мережі змінного струму. Для створення обертового магнітного поля використовується три або кратне трьом число незалежних обмоток, що утворюють нерухому частину (статор), яка не зв'язана електрично з центральною обертовою частиною — ротором, який жорстко скріплений з валом, який передає механічне навантаження.
Цей тип двигунів набув широкого застосування, оскільки, на відміну від однофазних, може стартувати самостійно. Підведення потужності вимагає трьох проводів, але, завдяки особливостям трифазної мережі, вони здатні передавати в 3 рази більшу кількість енергії, ніж два проводи, потрібні для живлення однофазного двигуна.
Існує два основних типи електродвигунів змінного струму: синхронна машина, де магнітне поле обертається з тією ж швидкістю, що й ротор, та асинхронна машина, де спостерігається різниця частот, пропорційна навантаженню. Більшість звичайних двигунів — асинхронні, оскільки це дозволяє мати різне механічне навантаження на вал.

## Режими роботи
Асинхронний трифазний двигун може працювати як:
- двигун;
- генератор;
- електромагнітне гальмо.

Докладніше дивіться в статті «Асинхронна машина».
Синхронні машини застосовують переважно як генератори.

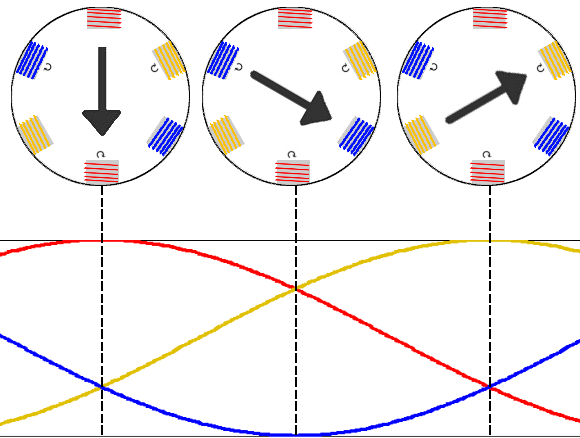
Залежність сили струму в кожній з обмоток від часу та відповідна зміна напрямку магнітного поля